# Berkane (provins)
Berkane (arabiska: إقليم بركان) är en provins i Marocko.   Den ligger i regionen Oriental, 400 km öster om huvudstaden Rabat. Antalet invånare är 270 328. Arean är 1 985 kvadratkilometer.